# Alejandro Jodorowsky

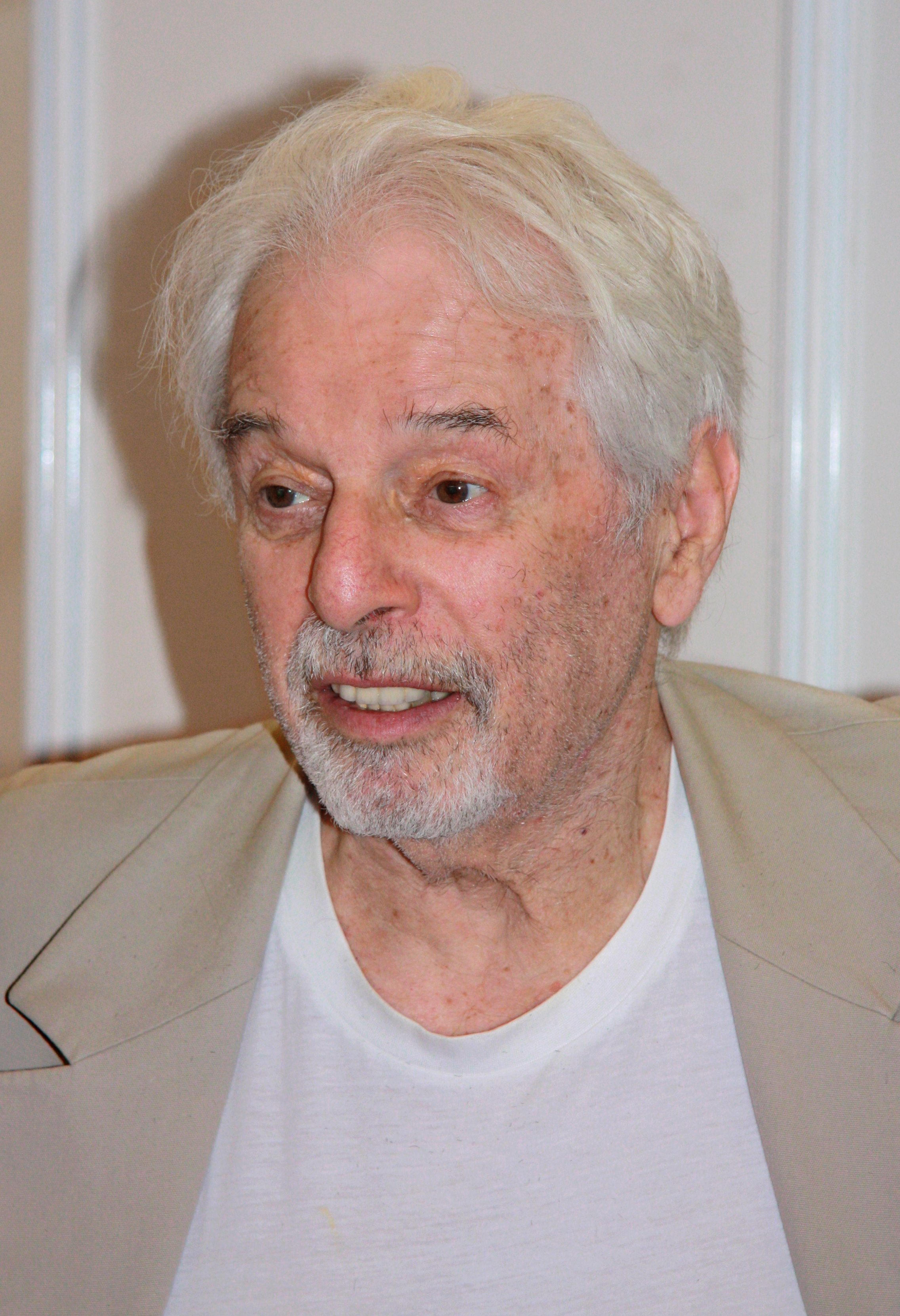
Alejandro Jodorowsky (2008)

Alejandro Jodorowsky [a.le.ˈxan.ð̪ɾo xo.ð̪o.ˈɾov.ski] (* 17. Februar 1929 in Tocopilla, Chile) ist ein chilenischer Regisseur, Schauspieler, Produzent, Komponist, Dramatiker, Mime, Schriftsteller und Comicautor. Besonders bekannt ist er für seine esoterischen, surrealen und schockierenden Filme und Romane sowie eine Reihe von Comic-Alben.

## Leben
Jodorowsky ist Kind einer jüdischen Familie, die aus der Ukraine stammt. Er wuchs in Chile auf. 1953 ging er nach Paris, um bei Étienne Decroux Pantomime zu studieren. Danach schloss er sich der Gruppe des Decroux-Schülers Marcel Marceau an. Zusammen mit Olivier Boiscommun setzte er ihm in dem Comic Pietrolino posthum ein Denkmal.
Sein erster Spielfilm Fando y Lis nach Fernando Arrabal entstand 1967. In ihm beschrieb er in surrealen Bildmontagen die Reise eines jungen Paares in das verheißene Land Tar. Seinen Rang als Kultregisseur erwarb sich Jodorowsky mit El Topo (1970) und Montana Sacra – Der heilige Berg (1973).
1975 begann Jodorowsky mit der Arbeit an der Verfilmung von Frank Herberts Roman Dune (Der Wüstenplanet). Nach Jodorowskys Ideen sollte der Film zehn Stunden lang sein und sah Orson Welles, Salvador Dalí und Gloria Swanson als Darsteller vor. Die Filmmusik sollte von Pink Floyd und der französischen Musikgruppe Magma (jeweils eine der beiden Bands sollte eines der Herrscherhäuser repräsentieren), die Ausstattung von HR Giger stammen. Als sich die Geldgeber aus dem Projekt zurückzogen, wurde David Lynch mit der Verfilmung beauftragt. Der Dokumentarfilm „Jodorowsky’s Dune“ von Frank Pavich aus dem Jahr 2013 erzählt die Geschichte dieses nie realisierten Filmprojekts.
Erst 1989 wagte Jodorowsky mit Santa Sangre ein Comeback. Im Jahr darauf folgte The Rainbow Thief.
2013 gelang Jodorowsky auf den Filmfestspielen von Cannes mit seinem neuen Film The Dance of Reality ein eindrucksvolles Comeback. Der Film wurde am 18. Mai 2013 im Rahmen der Directors’ Fortnight gezeigt und von der internationalen Fachpresse sehr gelobt. Im Film spielt Jodorowskys Sohn Brontis Jodorowsky die Rolle von Jodorowskys Vater Jaime. Seine beiden Söhne Axel und Adán (Musik) waren ebenfalls an der Produktion beteiligt, und Ehefrau Pascale Montandon war die Kostümdesignerin.
Auf dem Filmfest München im Juni 2013 fand die erste große internationale Jodorowsky-Retrospektive statt inklusive der Deutschlandpremiere von The Dance of Reality. Drei Jahre später stellte Jodorowsky seinen neuen Film Poesía sin fin in Cannes vor.
Jodorowsky lebt derzeit in Paris und arbeitet als Comicautor. So hat er z. B. die Geschichte zu dem bisher 13-bändigen Der Incal (die ersten sechs Bände und der 13. gezeichnet von Moebius) geschrieben. In den letzten Jahren hat Jodorowsky mehrere Bücher im künstlerisch-therapeutischen Bereich und zur Persönlichkeitsentwicklung geschrieben. Vor allem in Frankreich und in der spanischsprachigen Welt hält er unter dem Titel „Wie kann ich euch nützlich sein?“ Vorträge, legt gemeinsam mit Philippe Camoin Tarotkarten mit dem restaurierten Tarot de Marseille, erforscht den Familienstammbaum und verordnet nach der von ihm entwickelten Psychomagie.

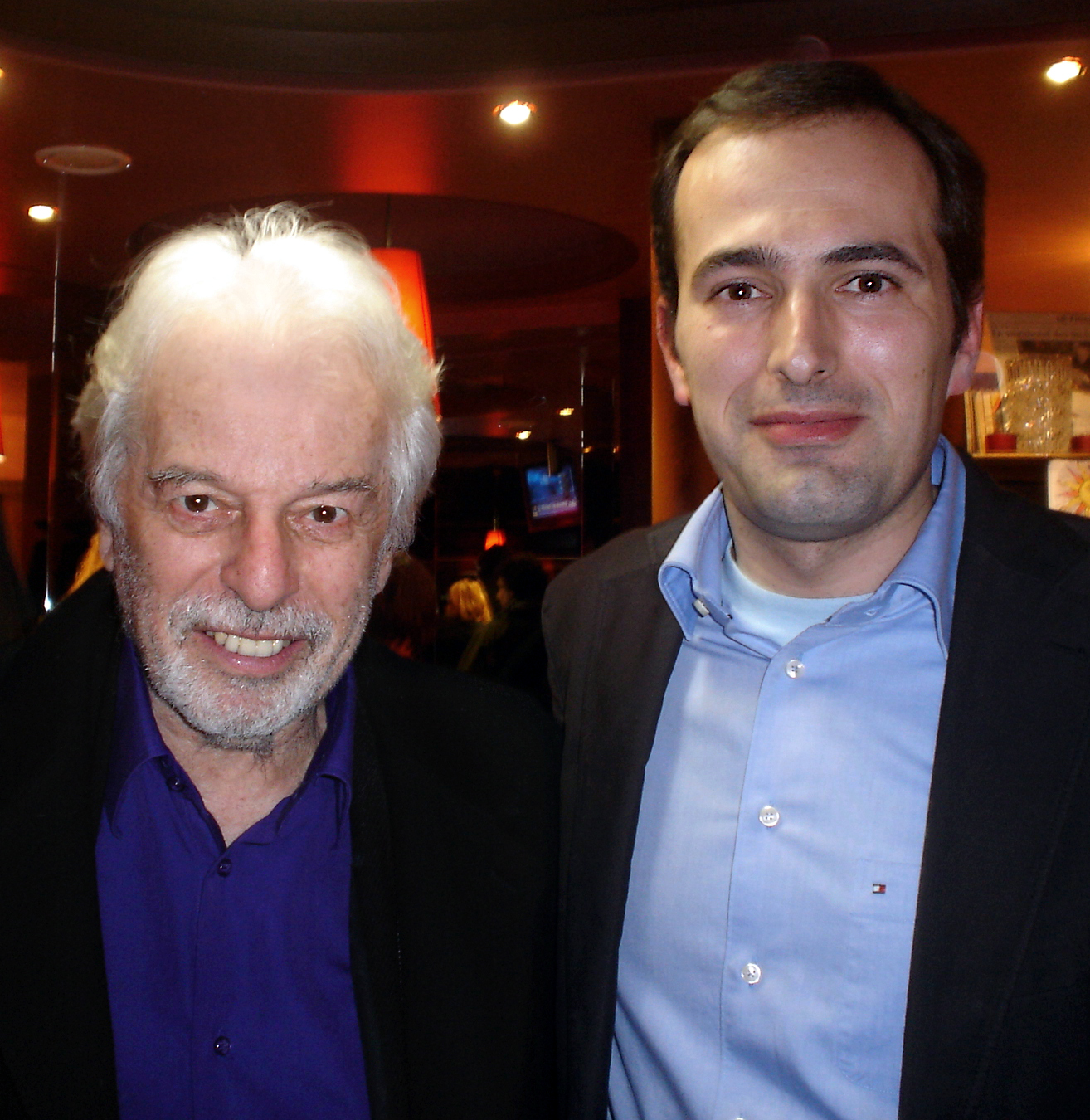
Alejandro Jodorowsky und Diego Moldes, Paris, 2008

Sein Werk erscheint in Spanien beim Verlag Siruela und in Frankreich bei Albin Michel. Auf Deutsch liegen bisher Der Weg des Tarot, Praxisbuch der Psychomagie und Der Finger und der Mond vor. Von Alejandro Jodorowsky ist der Ausspruch überliefert: „Die meisten Regisseure machen Filme mit ihren Augen. Ich mache Filme mit meinen Eiern.“ Die italienische Band Timoria wurde von seinem Film El Topo inspiriert und benannte demnach eines ihrer Alben El Topo Grand Hotel. Im gleichnamigen Lied der Band kommt Jodorowsky selbst zu Wort.
Im Juli 2013 wurde der Asteroid (261690) Jodorowsky nach ihm benannt.
2017 wurde er in die Academy of Motion Picture Arts and Sciences (AMPAS) aufgenommen, die jährlich die Oscars vergibt.

## Familie
Jodorowsky war in erster Ehe mit der Schauspielerin Valerie Jodorowsky geb. Trumblay verheiratet. Seine zweite Ehefrau ist die Kostümdesignerin Pascale Montandon-Jodorowsky. Er hat fünf Kinder: Brontis (* 1962), Eugenie (* 1964), Axel (1965–2022), Teo (1971–1995) und Adan (* 1979). Seine Frauen und Söhne wirkten in mehreren Filmproduktionen Jodorowskys vor und hinter der Kamera mit. Brontis, Axel und Adan Jodorowsky sind als Schauspieler tätig, ebenso Brontis’ Tochter Alma Jodorowsky.

## Filmografie
| Jahr | Film                                                           | Regie | Drehbuch   | Produzent | Schauspieler |
| ---- | -------------------------------------------------------------- | ----- | ---------- | --------- | ------------ |
| 1957 | La Cravate (Kurzfilm)                                          | Ja    | Ja         |           | Ja           |
| 1965 | Teatro sin fin (Kurzfilm)                                      | Ja    |            |           |              |
| 1968 | Fando y Lis/Fando & Lis                                        | Ja    | Ja         |           | Ja           |
| 1970 | El Topo                                                        | Ja    | Ja         |           | Ja           |
| 1971 | Pubertinaje                                                    |       |            | Ja        |              |
| 1972 | Apolinar                                                       |       |            | Ja        |              |
| 1973 | Anticlimax                                                     |       |            |           | Ja           |
| 1973 | La Montaña sagrada/Montana Sacra – Der heilige Berg            | Ja    | Ja         | Ja        | Ja           |
| 1980 | Tusk                                                           | Ja    | Ja         |           |              |
| 1989 | Santa Sangre                                                   | Ja    | Ja         |           |              |
| 1990 | The Rainbow Thief                                              | Ja    |            |           |              |
| 2002 | Cherif                                                         |       |            |           | Ja           |
| 2003 | Pas si grave                                                   |       |            |           | Ja           |
| 2003 | Kaena: La prophétie/Kaena – Die Prophezeiung                   |       | nur Dialog |           |              |
| 2006 | Musikanten                                                     |       |            |           | Ja           |
| 2007 | Niente è come sembra                                           |       |            |           | Ja           |
| 2011 | The Island                                                     |       |            |           | Ja           |
| 2013 | Ritual – Una storia psicomagica/Ritual – Gefährliche Obsession |       |            |           | Ja           |
| 2013 | La danza de la realidad/The Dance of Reality                   | Ja    | Ja         | Ja        | Ja           |
| 2013 | The Voice Thief (Kurzfilm)                                     |       | nur Story  |           |              |
| 2016 | Poesía sin fin/Endless Poetry                                  | Ja    | Ja         | Ja        | Ja           |
| 2019 | Psychomagic: A Healing Art                                     | Ja    | Ja         |           |              |
| 2021 | Fake News (Kurzfilm)                                           |       |            |           | Ja           |

## Comics
- Les Yeux du chat, zusammen mit Jean Giraud (Moebius), 1981 (dt. Die Augen der Katze)
- L’Incal (dt. Der Incal)
  - L’Incal, zusammen mit Jean Giraud (Moebius), 6 Bände, 1981–1988 (dt. Der Incal)
  - Avant l’Incal, zusammen mit Zoran Janjetov, 6 Bände, 1988–1995 (dt. Vor dem Incal)
  - Après l’Incal, zusammen mit Jean Giraud (Moebius), Einzelband, 2000 (dt. John Difool nach dem Incal / Nach der Katharsis)
  - Final Incal, zusammen mit José Ladrönn, 3 Bände, 2008–2014 (dt. Der letzte Incal)
- Les Aventures d’Alef-Thau, zusammen mit Arnaud Dombre (Arno), 8 Bände, 1983–1998 (dt. Alef-Thau)
- Le Dieu jaloux, zusammen mit Silvio Cadelo, 2 Bände, 1984–1986 (dt. Die Saga von Alandor)
- Le Lama blanc, zusammen mit Georges Bess, 1988–1993 (dt. Der weiße Lama)
- Anibal cinq, zusammen mit Georges Bess, 2 Bände, 1990–1992
- Le Cœur couronné, zusammen mit Jean Giraud (Moebius), 3 Bände, 1992–1998 (dt. Lust & Glaube)
- La Caste de Méta-Barons, zusammen mit Juan Giménez, 8 Bände, 1992–2003 (dt. Die Meta-Barone)
- Face de Lune, zusammen mit François Boucq, 3 Bände, 1992–2004 (dt. Mondgesicht)
- Juan Solo, zusammen mit Georges Bess, 4+1 Bände, 1995–2002
- Aliot, zusammen mit Víctor de la Fuente, 1996
- Les Technopères, zusammen mit Zoran Janjetov, 8 Bände, 1998–2006 (dt. Die Techno-Väter)
- Megalex, zusammen mit Fred Beltran, 3 Bände, 1999–2008 (dt. Megalex)
- Bouncer, zusammen mit François Boucq, 6 Bände, 2001–2008 (dt. Bouncer)
- Borgia, zusammen mit Milo Manara, 4 Bände, 2004–2010 (dt. Borgia)
- Astéroïde Hurlant, 2006.
- Castaka, zusammen mit Das Pastoras, 2007 (dt. Castaka)
- Pietrolino tome 1&2, zusammen mit Olivier G. Boiscommun, 2008 und 2009
- Le Pape terrible: Della Rovere, zusammen mit Theo, 2009 (dt. Der schreckliche Papst. 1. Giulano della Rovere)

## Bibliografie
- Cuentos Panicos, 1963 (dt. Panische Geschichten), ISBN 3-924001-01-4.
- Teatro Pánico, 1965.
- Juegos Pánicos, 1965.
- El Topo, fábula pánica con imágenes, 1970.
- Fábulas Pánicas, 1977.
- Las ansias carnívoras de la nada, 1991.
- Donde mejor canta un pájaro, 1992 (dt. Wo ein Vogel am schönsten singt, Übersetzung: Peter Schwaar), ISBN 3-518-39342-1.
- Psicomagia, una terapia pánica, 1995.
- Garra de Ángel, 1996.
- Antología Pánica, 1996.
- Los Evangelios para sanar, 1997.
- La Sabiduría de los chistes, 1997.
- El niño del jueves negro, 1999.
- Albina y los hombres-perro, 2000.
- La Trampa Sagrada, 2000.
- No basta decir, 2000.
- La danza de la realidad, 2001.
- El loro de las siete lenguas, 2001.
- El Paso del ganso, 2001.
- Ópera Pánica, 2001.
- El tesoro de la sombra, 2003.
- Fábulas Pánicas, 2003.
- El dedo y la luna, 2004 (dt. Der Finger und der Mond. Zen-Geschichten und schlagkräftige Worte dazu, Übersetzung: Christian Schweiger), ISBN 3-89385-496-7.
- Piedras del camino, 2004.
- La vía del Tarot, 2004 (dt. Der Weg des Tarot, Übersetzung: Silke Kleemann), ISBN 3-89385-555-6.
- Yo, el tarot, 2004.
- El Maestro y las Magas, 2006.
- El maestro y las magas (Siruela, 2005) Memorias.
- Solo de amor (Visor, 2006) Poesía.
- Cabaret místico (Siruela, 2006) Filosofía y Psicología.
- Teatro sin fin (tragedias, comedias y mimodramas) (Siruela, 2007) Teatro.
- Correo terapéutico (La esfera de los libros, 2008) Ensayo.
- Manual de Psicomagia (consejos para sanar tu vida). Siruela, 2009.
  - deutsch: Praxisbuch der Psychomagie. Ins Deutsche übersetzt von Silke Kleemann. Windpferd, Oberstdorf 2011, ISBN 978-3-89385-668-8.
- Pasos en el vacío (Visor, 2009) Poesía.
- Tres cuentos mágicos (para niños mutantes) (Siruela, 2009): Memorias de un niño bombero (semiautobiográfico), Loïe del cielo y La increíble mosca humana. Cuentos mágicos y del intramundo, incluye los tres mismos cuentos y Cuentos del intramundo (56 microcuentos) (Random House Mondadori, 2010).
- Poesía sin fin (Editorial Huacanamo, 2009)
- Metagenealogía (Siruela, 2011) Ensayo escrito con Marianne Costa.
- Dokumenta-Notizheft Nr. 14 der Documenta 13, mit Notizen zum geplanten Film Dune, Documenta 13, Kassel 2012, ISBN 978-3-7757-2863-8. Als E-Book: ISBN 978-3-7757-3043-3.[10]

## Auszeichnungen
- 1973: Lobende Erwähnung auf dem Taormina International Film Festival für Montana Sacra – Der heilige Berg
- 1974: Spezialpreis der Jury des Avoriaz Fantastic Film Festival für El Topo
- 1989: Preis für sein Lebenswerk auf dem Fantafestival
- 2000: „Jack Smith Lifetime Achievement Award“ des Chicago Underground Film Festival
- 2006: „Time-Machine Honorary Award“ auf dem Sitges Festival Internacional de Cinema Fantàstic de Catalunya
- 2013: Preis auf dem Oslo Films from the South Festival für The Dance of Reality (Bester Spielfilm)
- 2013: Prix Saint-Germain für The Dance of Reality
- 2015: Cinema Eye Honors Award für Dune
- 2016: Ehrenleopard des Internationalen Filmfestivals von Locarno